# 蔡孟深
蔡孟深（1927年—），男，福建福州人，中国有机化学家、药物化学家，曾任北京医学院药学系教授，中国化学会理事。